# نبردناو ولتر
نبردناو ولتر (به انگلیسی: French battleship Voltaire) یک کشتی بود که طول آن ۱۴۴٫۹ متر (۴۷۵ فوت ۵ اینچ) بود. این کشتی در سال ۱۹۱۱ ساخته شد.